# Posávský region
Posávský region (slovinsky Posavska statistična regija; do 31. prosince 2014 Dolnoposávský region, Spodnjeposavska statistična regija) je jedním ze statistických regionů Slovinska. Byl zřízen v květnu 2005. Nachází se v jihovýchodní části země. V regionu je pouze 6 občin. Hlavním a také největším městem regionu je Krško.
Rozloha regionu je 968,2 km² a k 1. lednu 2016 zde žilo 75 711 obyvatel.

## Seznam občin
|   | Občina               | Mapa | Rozloha v km² | Počet obyvatel (k 1. 1. 2016) |
| - | -------------------- | ---- | ------------- | ----------------------------- |
| 1 | Bistrica ob Sotli    |      | 31,1          | 1 365                         |
| 2 | Brežice              |      | 268,1         | 24 254                        |
| 3 | Kostanjevica na Krki |      | 58,3          | 2 419                         |
| 4 | Krško                |      | 286,5         | 25 884                        |
| 5 | Radeče               |      | 52,0          | 4 279                         |
| 6 | Sevnica              |      | 272,2         | 17 510                        |
|   | Region celkem:       |      | 968,2         | 75 711                        |